# 니시아와쿠라촌
니시아와쿠라촌(일본어: 西粟倉村)은 일본 오카야마현 아이다군의 촌이다. 현의 북동단에 위치해 효고현·돗토리현과 경계를 접한다.

## 인접한 자치체
- 미마사카시
- 효고현 시소시
- 돗토리현 야즈군 지즈정·와카사정

## 역사
- 1889년 6월 1일 - 정촌제 시행으로 요시노군 니시아와쿠라촌이 성립하였다.
- 1900년 4월 1일 - 요시노군이 아이다군과 합병해 아이다군이 되었다.

## 교통

### 철도
- 지즈 급행 지즈선

### 도로
- 돗토리 자동차도(일본어판)
- 국도 제373호선 (일본)(일본어판)